# Charuvi Agrawal
Charuvi Agrawal (nacida el 20 de junio de 1983) es una pintora, escultora, animadora, cineasta y artista visual india. Se graduó de la Universidad de Sheridan en Canadá, y es medallista de oro en bellas artes de la Facultad de Arte de la Universidad de Delhi.
Charuvi Agrawal es una artista multimedia de vanguardia conocida por sus obras de arte físicas a gran escala habilitadas tecnológicamente, cortometrajes animados, programas de televisión y experiencias inmersivas (VR/AR). Sus películas se han proyectado en varios festivales de cine, mientras que su obra de arte se ha exhibido en varios foros públicos, además de estar en hogares de coleccionistas exigentes en la India. Su trabajo prueba rutinariamente los límites de la tecnología interactiva, el diseño y el arte empleando elementos de la mitología india para presentar narraciones transformadoras e inmersivas. Su exposición itinerante "26,000 campanas de luz" incluye una instalación de campanas interactivas de 25 pies, numerosas figuras inspiradas en la mitología, pinturas, instalaciones de realidad aumentada y un Kavad pintado a mano que se ha exhibido en varios metros de la India.
Después de graduarse con una licenciatura en bellas artes de la Facultad de Artes de Delhi, India en 2005, Charuvi obtuvo una maestría en animación por computadora del Instituto de Tecnología y Aprendizaje Avanzado de Sheridan, Canadá. Se destacó en ambos institutos y se graduó con los máximos honores. Luego comenzó su firma de diseño CDL (Charuvi Design Labs) enfocándose en contenido de animación y obras de arte de alta calidad. Con base en Nueva Delhi, CDL crea obras que son visualmente opulentas, técnicamente ambiciosas y que reelaboran la imaginería y la mitología de las narrativas populares indias. Una técnica que Charuvi emplea a menudo es la yuxtaposición de lo pequeño y cotidiano contra lo grande e imponente.
Ha sido galardonada dos veces en "Limca Books of World Records" y a la edad de 23 años fue facilitada en el festival "Incredible India @60" en Nueva York por Coca-Cola como una de "las 10 emergentes que transformarían el panorama artístico mundial". Ha contribuido a varias publicaciones y hablado en múltiples plataformas, incluidas GDG Women Techmakers @Google, Tedx @IIT Kharagpur, Universidad de Edimburgo, India Design Forum, Animation Master's Summit, SIGGRAPH.
Fundó CDL (Charuvi Design Labs) en 2009 y trabajó en Canadá para National Film Board.
Su mayor logro es la película de animación 3D Shri Hanuman Chalisa, realizada en 2013 y que recibió numerosos premios. Es una personalidad reconocida en el campo de la animación y las bellas artes. 
Hizo un Bell Sculptor de 25 pies de Lord Hanuman de 26,000 campanas.

## La Leyenda de Hanuman - Serie Web Animada
Una serie animada "La leyenda de Hanuman" producida por Graphic India y creada por Sharad Devarajan, Charuvi Agrawal y Jeevan J. Kang. La serie es un esfuerzo combinado de artistas de Graphic India, Charuvi Agrawal (CDL) y Redefine. La serie está programada para estrenarse en Disney+ Hotstar a nivel mundial el 29 de enero de 2021 en siete idiomas indios. La serie web animada presentará el extraordinario viaje de autodescubrimiento de Lord Hanuman. Está narrado por Sharad Kelkar.
El tráiler de esta serie web animada está disponible en Disney Hotstar en hindi, tamil y telugu.
La serie sigue a Hanuman y su transformación de un poderoso guerrero a un dios y cómo Hanuman se convirtió en el faro de esperanza en medio de la angustiosa oscuridad.
Los 13 episodios del programa estarán disponibles en 7 idiomas: hindi, tamil, telugu, marathi, bengalí, malayalam y kannada; y se lanzará exclusivamente en Disney+ Hotstar VIP.

## Primeros años y antecedentes
Agrawal nació en 1983 en Nueva Delhi. Se formó en bellas artes en la Facultad de Arte de Delhi, donde ganó una medalla de oro, y luego se graduó en animación por computadora en la Universidad de Sheridan en Canadá. Una artista de múltiples talentos que pinta , esculpe , diseña, trabaja en animación y películas.
Su trabajo más notable es su cortometraje animado Shri Hanuman Chalisa and Bell Sculpture of Shri Hanuman of 26,000 Bells.

## Claytronics
Charuvi Agrawal desarrolló una nueva técnica a la que llamó "Claytronics". Utiliza arcilla para crear divertidas esculturas tridimensionales en miniatura, cada una de las cuales cuenta una historia de actualidad.
Ha elegido deliberar sobre algo que era un pasatiempo de la infancia: crear figuras interesantes de arcilla.
Aprendió a hacer arcilla en un campamento de verano que sucedió en su escuela, cuando estaba en la clase VI. No pensó en absoluto que sobresaldría hasta este punto más adelante en su vida.
Por ejemplo, la miniatura del ex primer ministro Dr. Manmohan Singh lo representa como un títere y la de A. P. J. Abdul Kalam lo representa en un cohete con un peine en el bolsillo. Básicamente, combina el arte de la caricatura con el de la escultura.
Ella crea muchas miniaturas como Arnold Schwarzenegger, Madre Teresa, Veerapan, Osama Bin Laden, Dr. Manmohan Singh, A. P. J. Abdul Kalam, Sonia Gandhi, Atal Behari Vajpayee, Lalu Prasad Yadav, Mulayam Singh, Dr. Sálim Ali, George Bush, Bal Thackeray y I. K. Gujral.

## Charuvi Design Labs (CDL)
Charuvi Design Labs (CDL) es un estudio de animación y laboratorio de diseño líder fundado por Charuvi Agrawal en 2009. CDL es un estudio de propiedad y operación independiente de renombre nacional e internacional, especializado en animación 2D y 3D, VFX, diseño e instalaciones de arte interactivo.
El estudio CDL se ha asociado con numerosas marcas globales y agencias internacionales y ha mostrado su talento en innumerables exhibiciones y festivales en la India, así como en todo el mundo.

## Shri Hanuman Chalisa
Shri Hanuman Chalisa dirigida por Charuvi Agrawal en 2013. El cortometraje animado en 3D “Shri Hanuman Chalisa” es una poesía visual simbólica de una antigua composición religiosa que se ha cantado y se ha cantado como himno en todo el mundo.
La banda sonora es cantada por Shaan.
La película ha recibido elogios de la crítica en todo el mundo y ha sido nominada en 6 películas clasificatorias para los Oscar.
La película trata de empujar los límites de nuestra comprensión de la fe y la espiritualidad.
Shri Hanuman Chalisa es una película llena de escenas impresionantes y visualmente llamativas de la mitología hindú Dios - Shri Hanuman. Nuestra percepción de lo divino tiene una variedad de expresiones, pero su naturaleza fáctica se encuentra dentro de la realización de uno mismo. ShriHanuman proporciona la más alta expresión de valores devocionales y es la encarnación más pura que busca a Dios.

## Escultura suspendida de Shri Hanuman
Charuvi Agrawal crea una escultura suspendida de Shri Hanuman de 25 pies hecha de 26000 campanas. La escultura de 25 pies de Shri Hanuman hecha de 26,000 campanas que es una combinación única de arte y tecnología y también un humilde esfuerzo por retratar la profundidad, el esplendor y el significado de los versos.

## Thali Bajao Praxinoscope – La revolución de los pueblos
Charuvi Agrawal presenta A Tour De Force para el Museo Jayprakash Narayan en Lucknow, donde un praxinoscopio titulado Thali Bajao intenta recrear el destello en la historia.
La escultura giratoria de siete pies de altura se hizo con arcilla, fibra de vidrio, metal, yeso y acrílico en un taller improvisado durante 11 semanas. Sostenida sobre una plataforma giratoria y con luces estroboscópicas perfectamente calibradas, la escultura está diseñada para llevar al espectador a la verdadera esencia de lo que es.